# Општина Урдари (Горж)
Урдари (рум. Urdari) општина је у Румунији у округу Горж.
Oпштина се налази на надморској висини од 149 m.